# 7476 Ogilsbie
Ogilsbie (asteróide 7476) é um asteróide da cintura principal, a 2,4148906 UA. Possui uma excentricidade de 0,2323441 e um período orbital de 2 037,92 dias (5,58 anos).
Ogilsbie tem uma velocidade orbital média de 16,7929622 km/s e uma inclinação de 25,81663º.
Este asteróide foi descoberto em 14 de Abril de 1993 por Timothy Spahr.